# 엔쿠 미술관

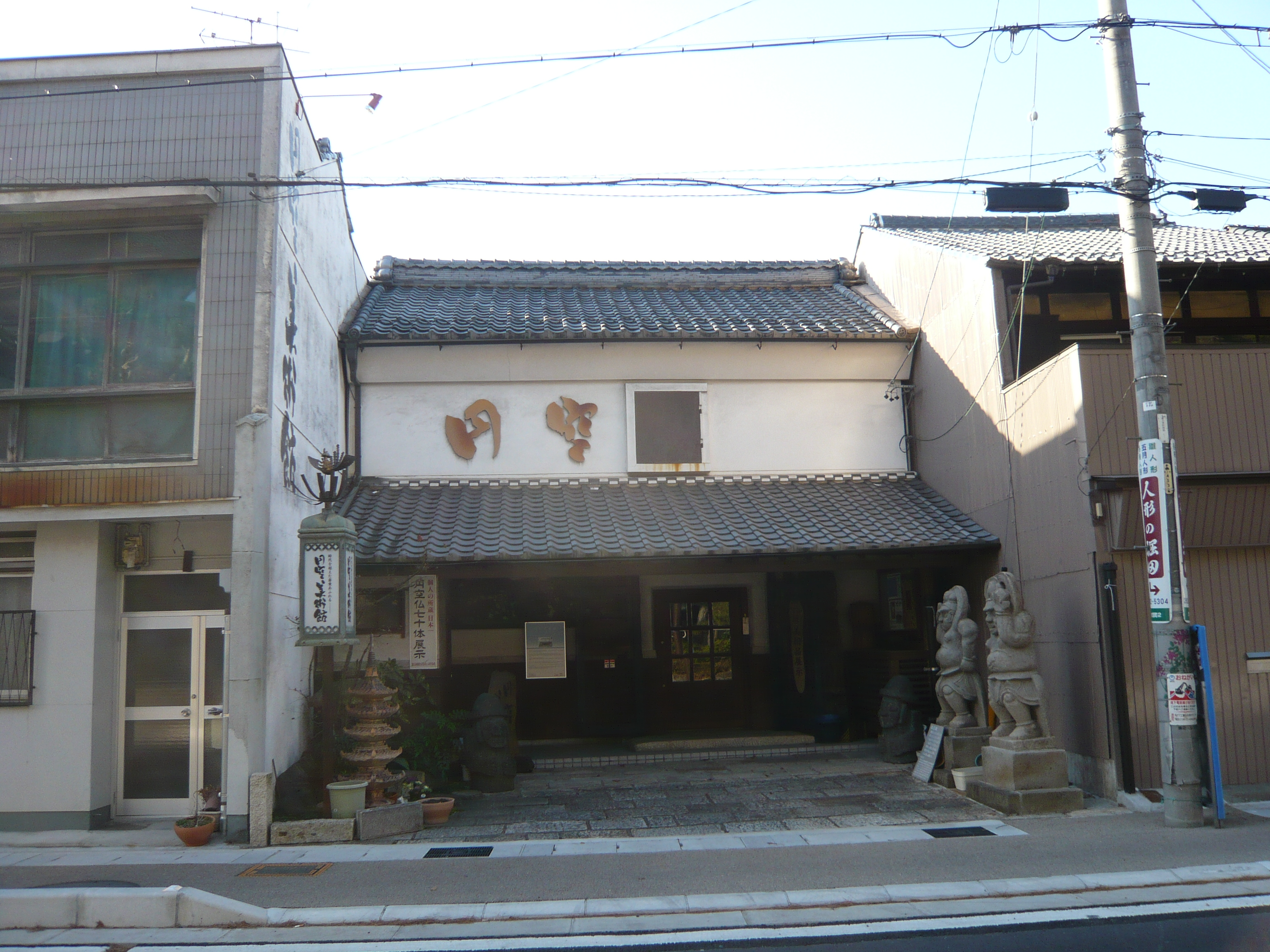

엔쿠 미술관(일본어: 円空美術館 엔쿠비쥬쓰칸[*])는 기후현 기후시에 있는 미술관이다.